# Worms Reloaded
Worms: Reloaded é um jogo de artilharia/Estratégia por turnos desenvolvido pelo Team17 e é parte da série Worms. Foi lançado para o Windows através do Steam em 26 de agosto de 2010. A jogabilidade é baseada em turnos e retorna ao seu aspecto original em 2D pela primeira vez no PC desde Worms World Party em 2001. Há ambos os modos single-player e multiplayer disponíveis para até quatro jogadores online.
Os jogadores revezam os turnos controlando seus times de minhocas com o objetivo final de derrotar os times adversários. O jogador deve agir dentro de um certo limite de tempo antes que seu turno acabe.

## Jogabilidade
Worms: Reloaded é um jogo de artilharia e estratégia baseado em turnos, no qual jogadores comandam um time de até quatro minhocas; durante cada turno o jogador controla uma única minhoca de seu time. Em um jogo padrão, o objetivo é eliminar todas as minhocas inimigas e ser o último time vivo, apesar de haver um modo de jogo "corrida", onde o objetivo é chegar em certo ponto mais rápido que o adversário.
Quando o modo "Artilharia" não está ativado, as minhocas podem se mover através do mapa. Movimento é primariamente alcançado através de rastejamento e pulos, mas items como "Jet Pack" e "Ninja Rope" podem habilitar movimentos mais rápidos e acesso à certas áreas. O jogador tem um certo tempo para se mover ou atacar com a minhoca antes que seu turno acabe. Uma vez que o jogador usa uma arma, o "cronômetro de escapatória" é ligado, permitindo que o jogador tenha cinco segundos para mover sua minhoca para uma posição segura antes que seu turno acabe.
Reloaded apresenta uma ampla variedade de armas, algumas baseadas em armas reais e outras em imaginárias. Algumas armas atiram em linha reta, como a espingarda, mas muitas, como granadas e bazucas, podem atacar alvos distantes e atrás de obstáculos. Várias "armas-animais" como a ovelha e o furão irão se mover através do mapa e então explodir. Há também várias armas de ataques aéreos que são ativadas no ar e então voam em direção ao alvo escolhido.
Uma minhoca pode ser morta de duas maneiras, ou através de ter sua vida reduzida para zero, ou ao cair dentro da água que fica na parte de baixo do mapa, se afogando.
Armas, utilitários (como o "jet pack" e "blowtorchers"), e kits de vida são aleatoriamente lançados no mapa, se a opção tiver sido selecionada no início do jogo.

## Personalização
Como visto em títulos anteriores de Worms, personalização é um aspecto proeminente de Worms: Reloaded. Cada jogador pode criar seu próprio time de minhocas, escolhendo o nome do time e nomeando cada uma das quatro minhocas. Cada time também seleciona um grupo de voz, dança da vitória, lápide, cor de pele e chapéus, entre outras coisas. Muitas das vozes já são conhecidas de outros títulos.
Os jogadores também podem modificar ou criar esquemas de jogos multijogadores, que definem as regras da jogabilidade e as armas disponíveis durante as partidas. A duração do turno pode ser ajustada, e os jogadores podem escolher que objetos irão aparecer aleatoriamente no cenário. Adicionalmente, Reloaded permite que os jogadores definam o inventário de armas inicial, e quanto tempo deve se passar antes que cada arma esteja disponível para uso novamente. Se o lançamento aéreo de caixas de armas estiver ativado, mais armas irão cair aleatoriamente no cenário durante o curso da partida.
O jogo ofrece um editor de cenários, no qual o jogador pode desenhar terrenos e adicionar elementos básicos como os locais de aparecimento de objetos. O jogo automaticamente preenche o cenário com texturas quando o mapa estiver terminado. Adicionalmente, o jogador pode importar mapas a partir de uma imagem.
Enquanto ainda flexível, a personalização em Reloaded é simples quando comparada com títulos mais velhos do PC. Worms Armageddon permite que o jogador escolha para cada arma, individualmente, qual a chance dela aparecer numa caixa de armas. Reloaded não oferece nenhum controle sobre quais armas podem aparecer em caixas ou com qual frequência. Da mesma maneira, os jogadores não podem mais ajustar o poder de cada arma individualmente. O tamanho dos times foi reduzido de oito para quatro, e os cenários de morte súbita foram reduzidos.

## Desenvolvimento
O jogo é baseado no Worms 2: Armageddon (lançado na Xbox Live Arcade em 2009), mas é considerada "uma edição estendida das versões dos consoles de antigamente". Team17 deu poucos detalhes ou conteúdos para a mídia a respeito do título, antes de seu lançamento, e uma conferência de imprensa não foi realizada. A um seleto grupo do público foi permitida a participação em uma versão beta mundial e europeia, entretanto ambas foram sob acordo de não divulgação.
Em 21 de Junho de 2010, o Twitter oficial do Team17 revelou que a fase de testes beta havia acabado. Os desenvolvedores afirmaram que o jogo iria ser lançado apenas através de distribuição digital por um "preço muito atrativo".
O jogo foi lançado no Steam em 26 de Agosto. Dois dias antes do lançamento, a Valve anunciou que quem fizesse uma pré-compra ou comprasse Worms: Reloaded durante os 10 dias subsequentes (de 25 de Agosto até 2 de Setembro) receberia um presente no Team Fortress 2.
Team17 afirmou que uma versão para Mac OS X está em desenvolvimento.

## Recepção
Worms: Reloaded recebeu, em grande maioria, críticas favoráveis. Sua nota no Metacritic é 79, baseado em 21 criticas.
GameSpot comentou: "O último titulo da série Worms refina ainda mais a fórmula de 15 anos, e é uma das melhores até hoje", dando uma nota 8,0.